# C.Th. Sørensen
 Der er flere personer med dette navn, se Carl Th. Sørensen.
Søren Carl Theodor Marius Sørensen, kendt som C. Th. Sørensen (24. juli 1893 i Altona – 12. september 1979 i Brønshøj) var sin tids førende danske landskabsarkitekt og regnes i dag blandt verdens mest fremtrædende. Han fornyede havekunsten ved at lade sig inspirere af den moderne billedkunst samtidig med, at han mere end nogen anden rettede sit fags opmærksomhed mod den sociale virkelighed. Omfanget af C.Th. Sørensens virke er enormt – mere end to tusinde projekter – og de spreder sig over et bemærkelsesværdigt bredt felt – fra små haver til store institutionsparker og boligområder.

## Biografi
C. Th. Sørensen var søn af karetmager Jens Peter Sørensen og Pouline Christine Jensen, blev uddannet som gartner 1908–16 og var tegner hos Erik Erstad-Jørgensen 1916–22.
C. Th. Sørensen skrev bogen "Parkpolitik i sogn og købstad" i 1931. Bogen blev ved udgivelsen med støtte fra Ny Carlsbergfondet sendt som gave til samtlige 1400 kommunalbestyrelser og sogneråd. I denne bog formuleredes en lang række tanker om beplantningsopgaver, fritidsarealer for børn, legepladser, parker og anlæg, om landsby- og bykirkegårde, præstegårdshaver, skolehaver, sportspladser, vej- og gadeplantninger, lystanlæg, kolonihaver, haveboligkvarterer, om kommunegartnere og offentlige konkurrencer, naturfredning. Det var i denne bog, at C. Th. Sørensen opfandt og formulerede tanker om skrammellegepladser.
C. Th. Sørensen var medlem af Udvalget til Planlægning af Københavns-Egnen, der blandt andet udgav bogen "Københavnsegnens grønne Omraader. Forslag til et System af Omraader for Friluftsliv" i 1936, hvor man gjorde sig til talsmand for vigtigheden af at sikre samlede, grønne udflugtsområder for befolkningen i de da hastigt voksende forstæder omkring København, og som fik stor indflydelse på revisionen af naturfredningsloven 1937 og senere ved udarbejdelsen af Fingerplanen.
Han gav forslag til ydmyge villahaver, til kolonihaver, men som også engagerede sig i fornyelsen af herregårdenes haver.
Han modtog gennem livet en mængde udmærkelser: C. F. Hansens opmuntringspræmie 1929, Bissens Præmie 1937, Eckersberg Medaillen 1945, blev hædersmedlem af Föreningen Svenska Trädgårdsarkitekter 1959, Prins Eugen Medaljen 1972, æresmedlem af Kunstakademiet 1974, Fonden for Træer og Miljøs Pris 1979 og Peter Joseph Lenné Medaljen 1979. Sørensen var Ridder af Dannebrog.
Han blev gift 1. gang 17. august 1917 i Odense med Kirsten Elisabeth Johansen (7. oktober 1892 smst. – 2. februar 1978 smst.), datter af handelsgartner Rasmus J. og Karen Kirstine Larsen. Ægteskabet blev opløst 1932. Han giftede sig 2. gang 5. august 1932 på Frederiksberg med Asta Klenow (26. marts 1905 smst. – 3. juli 1991), datter af fabrikant William K. og Meta Wengler.

## Udvalgte skrifter
- Om Indretning af Haver, 1930, 1941 (sammen med P. Wad)
- Parkpolitik i Sogn og Købstad, 1931 (genoptryk), København 1978, ISBN 87-7241-405-7.
- Om Haver, 1939.
- Buske og Træer, 1948 (red. sammen med Valdemar Jensen og H.K . Paludan)
- Frilandsblomster, 1949 (red. sammen med samme)
- Europas Havekunst fra Alhambra til Liselund, 1959, 1979.
- The Origin of Garden Art, 1963 (genudgivet på dansk i: Havekunst, Sophienholm, 1977)
- 39 Haveplaner. Typiske haver til et typehus, 1966.
- Haver. Tanker og arbejder, 1975.

## Udvalgte arbejder
- Aarhus Universitet (1931-47)
- Ryparken, stokbebyggelse i København Ø (1931-34)
- Parken ved Bellevue Strand (1932)
- Blidah Park i Hellerup (1933-35)
- Humleorehus' park nær Ringsted (1934-45)
- Klokkergården, etagebebyggelse i København NV (1937-39)
- Skrammellegepladsen ved Emdrup Banke (1940-41)
- Kongenshus Mindepark (1945-53)
- De Runde Haver i Nærum (1948)
- Kirkepladsen, Adelgade i Kalundborg (1952)
- Bellahøj, udearealer samt friluftteater ved højhusbebyggelse (1947-58)
- Vitus Berings Park i Horsens (1954-56)
- Angli V, rund skjortefabrik med park i Birk ved Herning, nu Herning Kunstmuseum (1963-68)
- Egeskov , urtehaven m.m. (1969-74)
- Clausholm slotspark, kaskadeanlæg (1972-76)
- Sveriges Riksbank i Stockholm, atriumgård og vinterhaver i kantinen (1973-76)
- De Geometriske Haver i Herning[1]